# Střední část Západních Beskyd
Střední část Západních Beskyd (slovensky: Stredné Beskydy) jsou geomorfologická oblast Vnějších Západních Karpat na území severozápadního Slovenska a jižního Polska. Zahrnuje zejména regiony Kysuce a Orava. Takto vymezené jsou "Stredné Beskydy" v rámci geomorfologického členění používaného v Česku a na Slovensku. Z pohledu polského členění podle Jerzyho Kondrackiego celá tato oblast patří pod Beskidy Zachodnie (makroregion Západní Beskydy), zatímco Beskidy Środkowe (Střední Beskydy) leží dále na východ a zahrnují polské Nízké Beskydy a slovenskou Ondavskou vrchovinu.
Nejvyšší hora Středních Beskyd je Babia hora (Babia Góra) v Oravských (Żywieckich) Beskydech.

## Dělení

Střední část Západních Beskyd, vyznačena červeně

Dělí se na následující geomorfologické celky:
- g1 > Beskid Żywiecki
- g1 > Oravské Beskydy
- g1 > Kysucké Beskydy
- g2 = Kysucká vrchovina
- g3 = Oravská Magura
- g4 = Oravská vrchovina
- g5 = Podbeskydská brázda
- g6 = Podbeskydská vrchovina

V polském geomorfologickém členění tomuto území odpovídají tři mezoregiony:
- 513.51 Beskid Żywiecki, zahrnuje i Oravské a Kysucké Beskydy
- 513.56 Kysucká vrchovina (Góry Kisuckie)
- 513.57 Oravská Magura (Magura Orawska), zahrnuje i Oravskou vrchovinu, Podbeskydskou vrchovinu a Podbeskydskou brázdu